# 劉廷瓚
劉廷瓚（1447年—?），字宗敬，河南汝寧府光州人，軍籍，明朝政治人物。進士出身。

## 生平
早年出身國子生，河南鄉試第三十二名。成化十四年（1478年）戊戌科會試第三百十五名，殿試登進士第三甲第一百一十一名。授绩溪县知县。弘治三年（1490年）二月实授貴州道御史，七年巡按蘇松等府，升寧國府知府，十七年七月升雲南右參政，正德二年（1507年）二月升本司右布政使。

## 家族
曾祖父劉興。祖父劉忠，贈寺丞。父亲劉進，曾任太僕寺丞。母周氏，贈安人；繼母房氏，封安人。慈侍下。